# 최일언
최일언(崔一彦, 1961년 7월 27일 ~ )은 전 KBO 리그 OB 베어스, LG 트윈스, 삼성 라이온즈의 투수이자, 현재는 삼성 라이온즈의 1군 수석코치  재일 한국인이며, 일본명은 '야마모토 가즈히코(山本 一彦)'이다.

## 선수 시절

### OB 베어스시절
센슈 대학 4학년 때 일본 실업(사회인) 팀 입단을 앞두고 당시 감독이었던 한재우의 권유로 1983년 말에 입단했다.

### LG 트윈스시절
1989년 시즌 후 감독으로 부임한 백인천에게 끝까지 풀 스윙으로 일관한다는 지적을 샀던 외야수 김상호를 상대로, LG 트윈스에 트레이드됐다.
LG 트윈스의 이름으로 맞이하는 첫 개막전 선발로 나섰으나, 15경기 3승 2패에 그쳐 1990 시즌 후 LG 트윈스에서 방출됐다. 그나마 1990년 한국시리즈에 나서서 우승 멤버로 이름을 올린 것이 위안이었다.

### 삼성 라이온즈시절
1991년에 삼성 라이온즈로 이적했고, 1992년에 은퇴했다.

## 야구선수 은퇴 후
은퇴 후에는 대한민국에 정착해 1994년부터 OB 베어스의 투수코치로 활동했다. 1995년에 감독으로 부임한 김인식을 보좌해 박명환, 진필중, 이혜천을 팀의 주축 투수로 성장시켰다.
2003년 시즌 후 김경문이 감독으로 부임하자 같은 시기에 한화 이글스로 이적했고, 김인식이 감독으로 부임한 2005년까지 투수코치로 활동했다.
2006년에는 SK 와이번스의 투수코치로 활동했고, 2011년까지 활동했다.
2012년부터 NC 다이노스의 창단 멤버로 이적, 투수코치로 활동했다. 2014년 12월 3일 열린 조아제약 프로 야구 대상 시상식에서 올해의 프로코치상을 수상했다.
2017년부터 NC 다이노스의 수석코치를 맡았다가 중간에 투수코치로 복귀했다.
여러 팀을 거치며 투수 유망주 육성에 훌륭한 능력을 보여줬다. 특히 투수들에게 다양한 구종을 전수하는데 뛰어난 능력을 갖췄다.
2019년부터 2021년까지 LG 트윈스의 투수코치로 활동했다. 2021 시즌 후 류중일이 사퇴하자 LG 트윈스의 투수코치에서 물러났으나, 이듬해 시즌 중 다시 LG의 요청으로 2군에서 투수 인스트럭터로 있었다.
2024년 WBSC 프리미어 12를 마감한 후 삼성 라이온즈의 2군 감독으로 영입됐다.

## 출신 학교
- 하부초등학교
- 하부중학교
- 시모노세키상업고등학교
- 센슈 대학

## 통산 기록
| 연 도          | 소 속          | 나 이          | 승 리 | 패 전 | 승 률 | 평 자 책 | 출 장 | 선 발 | 완 투 | 완 봉 | 세 이 브 | 홀 드 | 이 닝  | 피 안 타 | 피 홈 런 | 볼 넷 | 고 4 | 탈 삼 진 | 몸 맞 | 보 크 | 폭 투 | 실 점 | 자 책 | 타 자 수 | W H I P |
| -------------- | -------------- | -------------- | ----- | ----- | ----- | -------- | ----- | ----- | ----- | ----- | -------- | ----- | ------ | -------- | -------- | ----- | ---- | -------- | ----- | ----- | ----- | ----- | ----- | -------- | ------- |
| 1984           | OB             | 23             | 9     | 6     | .600  | 2.84     | 37    | 18    | 2     | 0     | 3        | 0     | 167.2  | 145      | 6        | 65    | 3    | 86       | 8     | 0     | 8     | 60    | 53    | 695      | 1.25    |
| 1985           | OB             | 24             | 10    | 14    | .417  | 2.43     | 38    | 9     | 2     | 0     | 3        | 0     | 144.2  | 119      | 4        | 75    | 3    | 88       | 5     | 0     | 2     | 57    | 39    | 610      | 1.34    |
| 1986           | OB             | 25             | 19    | 4     | .826  | 1.58     | 33    | 23    | 12    | 6     | 2        | 0     | 221.2  | 140      | 2        | 101   | 3    | 101      | 6     | 0     | 3     | 49    | 39    | 881      | 1.09    |
| 1987           | OB             | 26             | 14    | 8     | .636  | 2.56     | 24    | 19    | 9     | 2     | 1        | 0     | 154.2  | 129      | 4        | 70    | 0    | 70       | 6     | 0     | 5     | 52    | 44    | 639      | 1.29    |
| 1988           | OB             | 27             | 6     | 4     | .600  | 2.18     | 20    | 13    | 2     | 0     | 0        | 0     | 115.2  | 100      | 0        | 48    | 0    | 50       | 5     | 0     | 2     | 33    | 28    | 485      | 1.28    |
| 1989           | OB             | 28             | 7     | 12    | .368  | 4.29     | 28    | 22    | 3     | 1     | 2        | 0     | 136.1  | 132      | 4        | 81    | 2    | 62       | 3     | 2     | 3     | 75    | 65    | 591      | 1.56    |
| 1990           | LG             | 29             | 3     | 2     | .600  | 4.62     | 15    | 10    | 1     | 0     | 0        | 0     | 48.2   | 49       | 6        | 33    | 2    | 24       | 3     | 0     | 2     | 26    | 25    | 223      | 1.69    |
| 1991           | 삼성           | 30             | 9     | 6     | .600  | 4.47     | 32    | 9     | 0     | 0     | 0        | 0     | 96.2   | 100      | 4        | 53    | 3    | 56       | 3     | 1     | 4     | 54    | 48    | 423      | 1.58    |
| 1992           | 삼성           | 31             | 1     | 1     | .500  | 4.60     | 13    | 1     | 0     | 0     | 0        | 0     | 29.1   | 28       | 4        | 15    | 1    | 19       | 1     | 0     | 1     | 16    | 15    | 126      | 1.47    |
| KBO 통산 : 9년 | KBO 통산 : 9년 | KBO 통산 : 9년 | 78    | 57    | .578  | 2.87     | 240   | 124   | 31    | 9     | 11       | 0     | 1115.1 | 942      | 34       | 541   | 17   | 556      | 40    | 3     | 30    | 422   | 356   | 4673     | 1.33    |

- 시즌 기록 중 굵은 글씨는 해당 시즌 리그 최고 기록